# Olotla, Tlanchinol
Olotla är en ort i Mexiko.   Den ligger i kommunen Tlanchinol och delstaten Hidalgo, i den sydöstra delen av landet, 180 km norr om huvudstaden Mexico City. Olotla ligger 1 166 meter över havet och antalet invånare är 999.
Terrängen runt Olotla är kuperad åt sydost, men åt nordväst är den bergig. Runt Olotla är det ganska tätbefolkat, med 166 invånare per kvadratkilometer. Närmaste större samhälle är Calnali, 9,4 km söder om Olotla. Omgivningarna runt Olotla är en mosaik av jordbruksmark och naturlig växtlighet.